# 环戊二烯基三羰基钨二聚体
环戊二烯基三羰基钨二聚体是一种有机钨化合物，化学式为Cp2W2(CO)6，其中Cp为C5H5。它是暗红色的晶体，主要用于学术研究。

## 结构及性质
该化合物存在两个构象异构体，gauche和anti构象。其六个羰基为端基配体，W-W键键长为3.222 Å。它可由六羰基钨和环戊二烯基钠反应，得到NaW(CO)3(C5H5)后经过氧化制得。